# ديف شارنلي
ديف شارنلي (بالإنجليزية: Dave Charnley) مواليد 10 أكتوبر 1935 في إنجلترا - الوفاة 3 مارس 2012، كان ملاكم إنجليزي سابق صنّف ضمن فئة الوزن الخفيف.

## إحصائيات
خاض خلال مسيرته 61 نزالا، فاز في 48 وتعادل في 1 وخسر في 12. فاز بالضربة القاضية في 27 نزالا.

## روابط خارجية
- ديف شارنلي على موقع بوكس ريك (الإنجليزية) (registration required)